# Platysenta atriciliata
Platysenta atriciliata là một loài bướm đêm trong họ Noctuidae.